# Géza Lakatos
Géza Lakatos de Csíkszentsimon (Budapest, 30 aprile 1890 – Adelaide, 24 maggio 1967) è stato un generale e politico ungherese che ricoprì brevemente la carica di primo ministro del Regno d'Ungheria durante la seconda guerra mondiale dal 29 agosto 1944 al 15 ottobre 1944.

## Biografia
Salito al potere nell'agosto 1944 dopo aver guidato un colpo di Stato assieme a Miklós Horthy contro il regime filo-nazista di Döme Sztójay, bloccò la deportazione degli ebrei ungheresi. Si batté assieme a Horthy per cacciare le truppe tedesche dal Paese ma in seguito al rapimento del figlio di Horthy e alla resa di quest'ultimo decise di dimettersi. Dopo la guerra emigrò in Australia.